# Slaget ved Palmito Ranch
Slaget ved Palmito Ranch regnes for det sidste landslag i den amerikanske borgerkrig. Slaget foregik den 12. – 13. maj 1865, mere end en måned efter general Robert E. Lee havde overgivet sig til Unionens styrker.
25°56′48″N 97°17′07″V / 25.94667°N 97.28528°V